# E. E. Smith

Copertina della rivista Amazing Stories, Volume 3 numero 5, agosto 1928 con The Skylark of Space di E.E. (Doc) Smith. Illustrazione di Frank R. Paul.

Edward Elmer Smith, detto Doc (Sheboygan, 2 maggio 1890 – Seaside, 31 agosto 1965), è stato un autore di fantascienza statunitense, famoso per le serie dell'Allodola dello spazio e dei Lensman. È considerato tra i creatori del genere della space opera.

## Biografia
Nato il 2 maggio 1890 a Sheboygan, Wisconsin da Fred J.Smith e Caroline Mills Smith e penultimo di cinque figli. Il padre era un ex baleniere che lavorava per una compagnia di navigazione dei Grandi Laghi. Lo stesso anno la famiglia si trasferì a Spokane, Washington, dove il padre fondò una ditta di falegnameria. Non avendo avuto molto successo in seguito si trasferirono di nuovo in una fattoria nell'Idaho dove si mantennero coltivando patate per i vagoni ristorante della Great Northern Railroad. Il giovane Smith frequentò le scuole elementari a Spokane e le medie superiori a Priest River e intanto aiutava la famiglia facendo il boscaiolo. A diciotto anni, in seguito ad un litigio col padre, lasciò la fattoria e tornò a Spokane dove lavorò per un certo tempo come conducente di tram.
Con l'aiuto economico dei fratelli maggiori David e Rachel si iscrisse all'Università dell'Idaho e dopo il primo anno decise di diventare ingegnere civile. A diciannove anni lavorò alla costruzione della ferrovia che andava dal Montana al Canada, ma la durezza del territorio lo convinse a cambiare carriera. Mentre cercava di guadagnare i soldi per riprendere gli studi rimase ferito in un incendio in una pensione e riportò una frattura ad un polso che lo tormentò per una decina d'anni. Ancora una volta i fratelli lo aiutarono a pagarsi l'università e Smith riuscì a diplomarsi in ingegneria chimica. Ottenne poi un posto a Washington presso l'ufficio pesi e misure. Durante il viaggio per la capitale fece tappa a Boise (Idaho), per incontrare Jeanne Craig McDougall, la sorella del suo compagno di stanza all'università. I due si scrivevano da tempo e appena incontrati decisero di fidanzarsi. Smith proseguì per Washington dove iniziò a lavorare e nel 1915 aveva risparmiato abbastanza soldi per sposarsi. Poco dopo Jeanne trovò lavoro come stenografa e Smith poté proseguire gli studi alla George Washington University dove ottenne il dottorato di ricerca nel 1919. Alla fine della guerra fu assunto da F.W. Stock & Sons come responsabile chimico, specializzato nel campo dei preparati per ciambelle, dove lavorò fino al 1936.
La carriera di scrittore di Smith iniziò nel 1915 quando la signora Lee Hawkins Garby, moglie di un suo ex compagno di studi, gli propose una collaborazione per un racconto ambientato nello spazio: mentre lei si sarebbe occupata del lato romantico, lui avrebbe fornito la componente scientifica e avventurosa. Essendo già un lettore di Argosy e fan di autori come H.G. Wells, Jules Verne Edgar Rice Burroughs Smith accettò al volo, ma dopo circa due anni di lavoro l'interesse dei due si spense. Nel 1919 Smith riprese in mano il racconto e lo concluse da solo. L'anno dopo cominciò a inviarlo a numerosi editori ottenendo però una raffica di rifiuti finché, nel 1927 lo spedì ad Amazing Stories. L'opera fu pubblicata col titolo di L'allodola dello spazio (Skylark of Space) e Smith ottenne un compenso di 125 dollari che divise con la signora Garby. Fino alla seconda guerra mondiale continuò a sviluppare la serie dell'allodola dello spazio e gettò le basi di un nuovo ciclo: quello dei Lensman, l'altra sua opera più famosa. Dopo Pearl Harbor si arruolò nell'esercito dove fu assegnato alla produzione di esplosivi. Nel 1945 tornò all'attività dei preparati per ciambelle fino al 1957, anno della pensione, tuttavia non abbandonò mai la scrittura. Il 1º settembre 1963, al 21º Congresso mondiale di fantascienza a Washington, Smith, ormai ultrasettantenne e quasi cieco, ricevette il premio alla carriera (Hall of Fame). Morì il 31 agosto 1965 per un attacco cardiaco, due settimane dopo la pubblicazione della sua ultima opera: Allodola DuQuesne.

## Stile

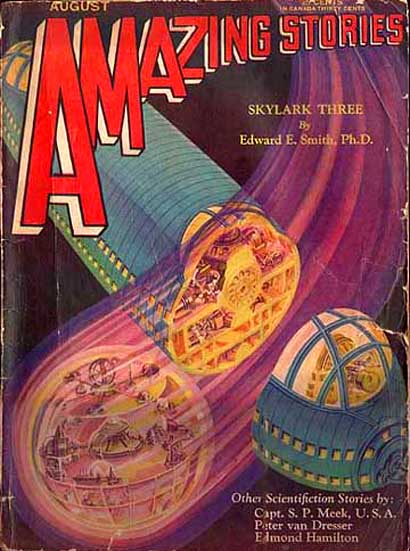
Copertina di Amazing Stories, agosto 1930, con Skylark Three (Allodola Tre).

Letterariamente la produzione di Smith lascia molto a desiderare: le trame sono elementari, la caratterizzazione dei personaggi quasi assente, le avventure per quanto colorite e incalzanti diventano spesso ripetitive; inoltre (specialmente nella saga dei Lensmen) l'autore mostra un debole per le escalation fra la dimensione, il numero e la potenza distruttiva delle astronavi coinvolte nelle vicende che descrive, tanto che la descrizione di colossali strutture "più grandi del buon senso" è diventata un ben definito archetipo della fantascienza più infantile (come nelle fortunate saghe di Star Trek e Guerre stellari, per intenderci).
L'importanza di Smith tuttavia rimane, per il ruolo "pionieristico" che ha ricoperto nei confronti della "seconda generazione" degli scrittori di fantascienza (Asimov, Clarke, Heinlein), e per la fascinazione che le sue fantasie suscitarono fra alcuni esponenti della Beat Generation, primo fra tutti William Burroughs, cosa che facilitò l'adozione di tropi e tematiche tipiche della fantascienza nella letteratura d'avanguardia.

## Opere
Per ogni testo si indica la prima edizione nell'originale inglese e l'eventuale prima traduzione in lingua italiana. Le serie di romanzi o racconti interconnessi sono elencate cronologicamente, in base alla data di pubblicazione del primo episodio di ogni ciclo.

### Ciclo dell'Allodola dello Spazio
Il primo romanzo della tetralogia era stato composto in collaborazione con la scrittrice Lee Hawkins Garby, ma in occasione della ristampa Pyramid Books del 1958 Smith lo revisionò per rimuovere tutti gli apporti della coautrice e distibuirlo solo a firma propria.
1. L'Allodola dello Spazio (The Skylark of Space), serializzato in tre puntate in Amazing Stories agosto settembre e ottobre 1928; prima edizione in volume Buffalo Book Company, 1946; revisionato per la riedizione Pyramid Books, 1958. Traduzione di Giampaolo Cossato e Sandro Sandrelli, nel volume omnibus Skylark 1º. L'allodola dello spazio, Cosmo Serie Oro. Classici della Narrativa di Fantascienza 43, Editrice Nord, 1980.
2. Allodola Tre (Skylark Three), serializzato in tre puntate in Amazing Stories agosto settembre e ottobre 1930; prima edizione in volume Fantasy Press, 1948. Traduzione di Giampaolo Cossato e Sandro Sandrelli, nel volume omnibus Skylark 1º. L'allodola dello spazio, Cosmo Serie Oro. Classici della Narrativa di Fantascienza 43, Editrice Nord, 1980.
3. L'Allodola di Valeron (Skylark of Valeron), serializzato in sette puntate in Astounding Stories da agosto 1949 a febbraio 1950; prima edizione in volume Fantasy Press, 1949. Traduzione di Giampaolo Cossato e Sandro Sandrelli, nel volume omnibus Astronave Skylark 2º. L'allodola dello spazio, Cosmo Serie Oro. Classici della Narrativa di Fantascienza 50, Editrice Nord, 1981.
4. L'Allodola DuQuesne (Skylark DuQuesne), serializzato in cinque puntate in If giugno, luglio, agosto, settembre e ottobre 1965; prima edizione in volume Pyramid Books, 1966. Traduzione di Giampaolo Cossato e Sandro Sandrelli, nel volume omnibus Astronave Skylark 2º. L'allodola dello spazio, Cosmo Serie Oro. Classici della Narrativa di Fantascienza 50, Editrice Nord, 1981.

La tetralogia è stata riunita per la prima volta nel volume omnibus The Complete Skylark, Science Fiction Book Club, 2003. La prima edizione italiana, a sua volta, ha riunito la serie di due in due entro i due tomi Skylark 1º. L'allodola dello spazio (Cosmo Serie Oro. Classici della Narrativa di Fantascienza 43, Editrice Nord, 1980; volumi 1 e 2) e Astronave Skylark 2º. L'allodola dello spazio (Cosmo Serie Oro. Classici della Narrativa di Fantascienza 50, Editrice Nord, 1981; volumi 3 e 4).

### Ciclo deiLensman

#### Esalogia principale
La saga fu inizialmente concepita da Smith come una sequenza coesa di quattro romanzi e pubblicata su rivista nel decennio 1937-1947, ma subito dopo l'autore decise di espanderla in un'esalogia aggiungendovi due romanzi prequel apparsi direttamente in volume, uno dei quali è una nuova stesura di un'opera precedente e originariamente autoconclusiva. 

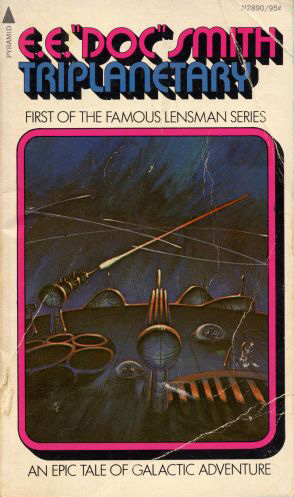
Copertina del romanzo Triplanetario (Triplanetary, 1948), il primo romanzo del ciclo dei Lensman

1. Triplanetario (Triplanetary), Fantasy Press, 1948; riscrittura espansa di un romanzo omonimo già serializzato quattro puntate in Amazing Stories gennaio, febbraio, marzo e aprile 1934. Traduzione di Marisa Sanfelice, Delta Fantascienza Fantasia Eroica vol. VIII, Delta, 1973; traduzione di Piergiorgio Nicolazzini, nel volume omnibus La saga dei Lensmen, Cosmo Serie Oro. Classici della Narrativa di Fantascienza 117, Editrice Nord, 1991.
2. Il primo Lensman (First Lensman), Fantasy Press, 1950. Traduzione di Marisa Sanfelice come Il dono del pianeta segreto, Delta Fantascienza Fantasia Eroica vol. XII, Delta, 1974; traduzione di Piergiorgio Nicolazzini, nel volume omnibus La saga dei Lensmen, Cosmo Serie Oro. Classici della Narrativa di Fantascienza 117, Editrice Nord, 1991.
3. Pattuglia galattica (Galactic Patrol), serializzato in sei puntate in Astounding Stories da settembre 1937 a febbraio 1938; prima edizione in volume Fantasy Press, 1950. Traduzione di Marisa Sanfelice, Delta Fantascienza Fantasia Eroica vol. XVI, Delta, 1974; traduzione di Annarita Guarnieri, nel volume omnibus Pattuglia Galattica: La Saga dei Lensmen II, Cosmo Serie Oro. Classici della Narrativa di Fantascienza 122, Editrice Nord, 1992.
4. Il Lensman grigio (Gray Lensman), serializzato in quattro puntate in Astounding Science-Fiction ottobre, novembre e dicembre 1939 e gennaio 1940; prima edizione in volume Fantasy Press, 1951. Traduzione di Annarita Guarnieri, nel volume omnibus Pattuglia Galattica: La Saga dei Lensmen II, Cosmo Serie Oro. Classici della Narrativa di Fantascienza 122, Editrice Nord, 1992.
5. I nuovi Lensmen (Second Stage Lensman), serializzato in quattro puntate in Astounding Science-Fiction novembre e dicembre 1941 e gennaio e febbraio 1942; prima edizione in volume Fantasy Press, 1953. Traduzione di Annarita Guarnieri, nel volume omnibus Il Secondo Impero: Lensmen III, Cosmo Serie Oro. Classici della Narrativa di Fantascienza 130, Editrice Nord, 1993.
6. I figli della Lente (Children of the Lens), serializzato in quattro puntate in Astounding Science-Fiction novembre e dicembre 1947 e gennaio e febbraio 1948; prima edizione in volume Fantasy Press, 1953. Traduzione di Annarita Guarnieri, nel volume omnibus Il Secondo Impero: Lensmen III, Cosmo Serie Oro. Classici della Narrativa di Fantascienza 130, Editrice Nord, 1993.

La saga è stata riunita per la prima volta nei due volumi omnibus Chronicles of the Lensmen, Volume 1 (Science Fiction Book Club, 1998; volumi 1-2-3) e Chronicles of the Lensmen, Volume 2 (Science Fiction Book Club, 1999; volumi 4-5-6) e successivamente nel tomo unico The Lensman Super Pack (Positronic Super Pack 54, Positronic Publishing, 2023). La prima edizione italiana integrale, a sua volta, aveva riunito la serie di due in due entro i tre tomi La saga dei Lensmen (Cosmo Serie Oro. Classici della Narrativa di Fantascienza 117, Editrice Nord, 1991; volumi 1-2), Pattuglia Galattica: La Saga dei Lensmen II (Cosmo Serie Oro. Classici della Narrativa di Fantascienza 122, Editrice Nord, 1992; volumi 3-4) e Il Secondo Impero: Lensmen III (Cosmo Serie Oro. Classici della Narrativa di Fantascienza 130, Editrice Nord, 1993; volumi 5-6).

#### Sequenza del Vortice
Mentre componeva l'esalogia principale dei Lensmen, Smith scrisse anche tre racconti spin-off che si collocano cronologicamente fra il quinto e il sesto romanzo della saga e successivamente li combinò nel romanzo fix-up The Vortex Blaster o Masters of the Vortex, Gnome Press, 1960.
1. "The Vortex Blaster", Comet luglio 1941.
2. "Storm Cloud on Deka", Amazing Stories giugno 1942.
3. "The Vortex Blaster Makes War", Astonishing Stories ottobre 1942.

### Tedric
Un dittico di racconti riunito nella raccolta personale The Best of E. E. 'Doc' Smith, Orbit, 1975.
1. "Tedric", Other Worlds Science Stories marzo 1953.
2. "Lord Tedric", Universe Science Fiction marzo 1954.

### Ciclo del Subspazio
Il secondo romanzo è stato pubblicato postumo e presenta probabili revisioni del curatore Lloyd Arthur Eshbach.
1. Subspace Explorers, Canaveral Press, 1965; versione espansa del racconto "Subspace Survivors" (Astounding/Analog Science Fact & Fiction luglio 1960).
2. Subspace Encounter, Berkley Books, 1983.

### Romanzi autoconclusivi
Sono elencati sia i romanzi veri e propri (novel) sia i romanzi brevi (novella).
- Spacehounds of IPC, serializzato in tre puntate in Amazing Stories luglio agosto e settembre 1931; prima edizione in volume Fantasy Press, 1947.
- Triplanetary, serializzato quattro puntate in Amazing Stories gennaio, febbraio, marzo e aprile 1934; prima edizione in volume Progetto Gutenberg, 2007. Successivamente revisionato ed espanso nel primo episodio omonimo del ciclo dei Lensmen.
- The Galaxy Primes, serializzato in tre puntate in Amazing Science Fiction Stories marzo aprile e maggio 1939; prima edizione in volume Ace Books, 1965.
- Masters of Space, serializzato in due puntate in If novembre 1961 e gennaio 1962; prima edizione in volume Orbit, 1976. Soggetto di E. Everett Evans completato da Smith.
- The Imperial Stars, If maggio 1964; prima edizione in volume nella raccolta personale The Best of E. E. 'Doc' Smith, Orbit, 1975.
- Have Trenchcoat—Will Travel, postumo nella raccolta personale Have Trenchcoat—Will Travel and Others, Advent: Publishers, 2001.

### Raccolte di racconti
- The Best of E. E. 'Doc' Smith, Orbit, 1975. Comprende il romanzo breve The Imperial Stars, il dittico di Tedric, un racconto autoconclusivo, il racconto poi espanso nel romanzo Subspace Explorers, un estratto dal romanzo L'Allodola dello Spazio, un estratto dal romanzo Triplanetario, uno dei racconti del Vortice e un saggio; include inoltre testi di apparato di Philip Harbottle e Walter Gillings.
- Robot Nemesis & Other Stories, PageTurner Editions, 2009. Comprende  il dittico di Tedric, un racconto autoconclusivo, il racconto poi espanso nel romanzo Subspace Explorers e uno dei racconti del Vortice; tutti i materiali erano già apparsi in The Best of E. E. 'Doc' Smith.
- Have Trenchcoat—Will Travel and Others, Advent: Publishers, 2001. Comprende il romanzo Have Trenchcoat—Will Travel e tre racconti.